# 槐 (夏)
槐（かい）は、夏朝の第8代帝。『竹書紀年』によれば、44年在位したという。
即位3年目に9種類の九夷（畎夷・於夷・方夷・黄夷・白夷・赤夷・玄夷・風夷・陽夷）が来訪したという。